# 尼氏擬南極魚
尼氏擬南極魚為輻鰭魚綱鱸形目南極魚亞目南極魚科的其中一種，分布於東南太平洋的智利及南冰洋的彼得一世島、奧克尼群島、南極群島等海域，棲息深度90-400公尺，體長可達15.9公分，為底棲性魚類，屬肉食性，生活習性不明。